# Pseudolachnostoma reflexum
Pseudolachnostoma reflexum är en oleanderväxtart som först beskrevs av William Botting Hemsley, och fick sitt nu gällande namn av Morillo. Pseudolachnostoma reflexum ingår i släktet Pseudolachnostoma och familjen oleanderväxter. Inga underarter finns listade i Catalogue of Life.